# 浅間神社 (志木市)
浅間神社（せんげんじんじゃ）は、埼玉県志木市の神社。

## 歴史
1193年（建久4年）に創建された。鎌倉幕府初代将軍源頼朝が富士の巻狩りを挙行した際に、宗岡村の村民は勢子として動員された。その代償として、田の年貢が免除された。これを記念して富士山を祀る浅間神社を創建した。
長禄年間（1457年 - 1460年）、元々は別の場所に位置していたが、荒川の洪水により、祠が現在の羽根倉橋の上流部に流れ着いた。これを神の意志と感じた村民は、そこに社殿を建てたという。
明治初期、近代社格制度に基づく「村社」に列せられた。そして境内には「羽根倉富士嶽」と呼ばれる富士塚が築かれた。その後も荒川の改修工事もあり、別の場所に移転した。そして1973年（昭和48年）の埼玉県道16号浦和所沢線（現・国道463号）の開通により、現在地に移転した。富士塚も、その都度当社とともに移転している。

## 文化財
- 羽根倉富士嶽（志木市指定文化財）[2]

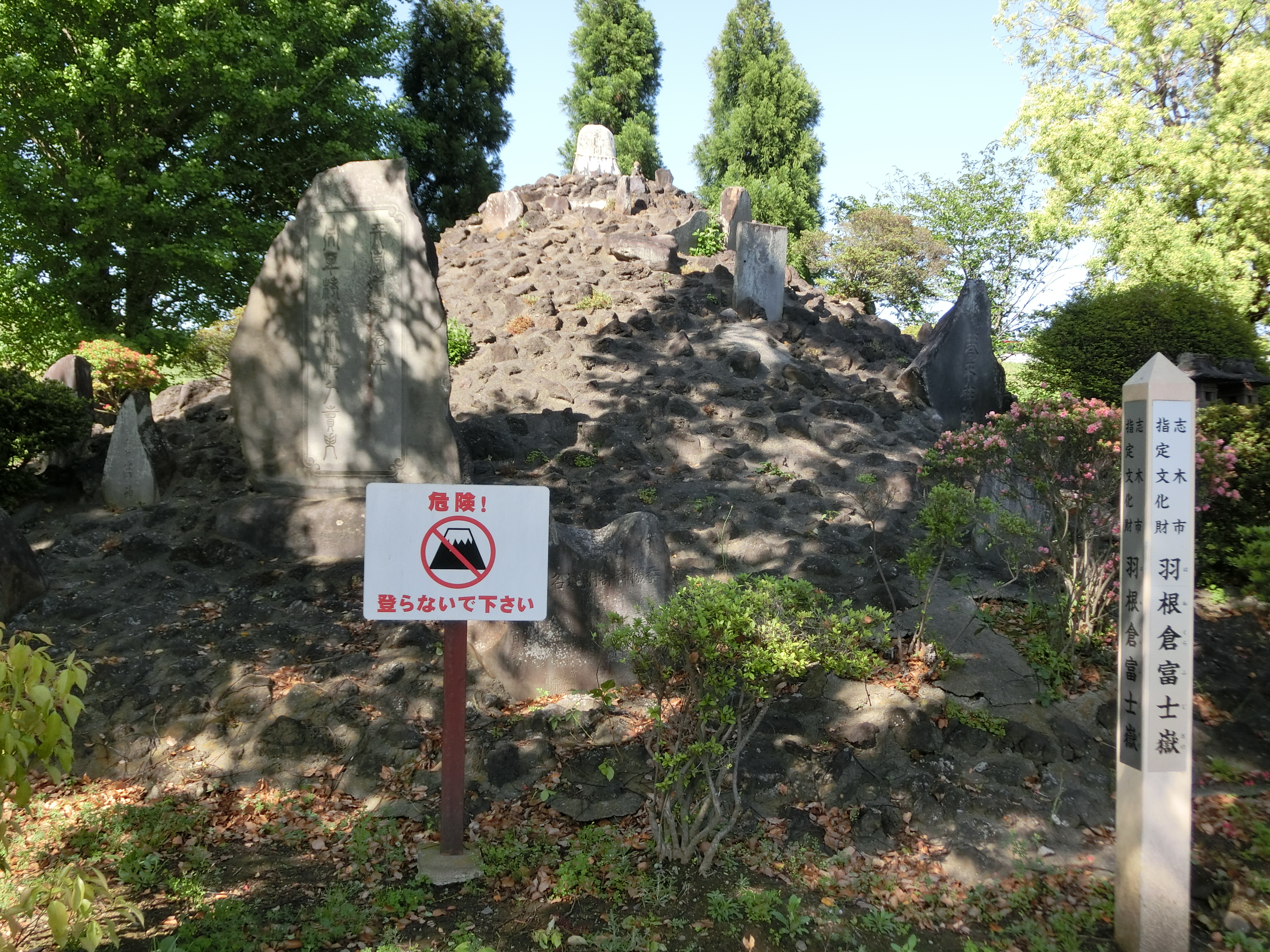
羽根倉富士嶽

## 交通アクセス
- 路線バス宗岡蓮田停留所より徒歩4分。